# Port lotniczy Gerald R. Ford
Port lotniczy Gerald R. Ford (IATA: GRR, ICAO: KGRR) – port lotniczy położony w Grand Rapids, w stanie Michigan, w Stanach Zjednoczonych.

## Linie lotnicze i połączenia

### Pirs A
- Air Canada obsługiwane przez Air Georgian (Toronto-Pearson)
- Continental Connection obsługiwane przez CommutAir (Cleveland)
- Continental Express obsługiwane przez ExpressJet Airlines (Cleveland, Houston-Intercontinental, Newark)
- Delta Air Lines (Atlanta, Detroit, Minneapolis/St. Paul)
- Delta Connection obsługiwane przez Atlantic Southeast Airlines (Atlanta, Detroit)
- Delta Connection obsługiwane przez Comair (Cincinnati/Northern Kentucky, Detroit, Minneapolis/St. Paul, Nowy Jork-LaGuardia, Orlando [sezonowo], Waszyngton-National)
- Delta Connection obsługiwane przez Compass Airlines (Atlanta, Detroit)
- Delta Connection obsługiwane przez Mesaba Airlines (Detroit)
- Delta Connection obsługiwane przez Pinnacle Airlines (Detroit, Memphis, Minneapolis/St. Paul)
- Delta Connection obsługiwane przez SkyWest (Minneapolis/St. Paul)
- Frontier Airlines (Denver)
- Frontier Airlines obsługiwane przez Chautauqua Airlines (Milwaukee)
- Frontier Airlines obsługiwane przez Republic Airlines (Denver) [sezonowo]

### Pirs B
- AirTran Airways (Baltimore, Orlando, Fort Myers, Tampa)
- Allegiant Air (Fort Lauderdale, Las Vegas, Myrtle Beach [sezonowo], Orlando-Sanford, Phoenix-Mesa, Punta Gorda-Port Charlotte [sezonowo], St. Petersburg-Clearwater)
- American Eagle Airlines (Chicago-O’Hare, Dallas/Fort Worth)
- AmericanConnection obsługiwane przez Chautauqua Airlines (Chicago-O’Hare)
- United Airlines (Chicago-O’Hare, Denver [od 8 czerwca])
- United Express obsługiwane przez ExpressJet Airlines (Chicago O’Hare)
- United Express obsługiwane przez GoJet Airlines (Chicago-O’Hare, Denver)
- United Express obsługiwane przez Mesa Airlines (Chicago-O’Hare)
- United Express obsługiwane przez Shuttle America (Chicago-O’Hare, Denver)

### Cargo
- FedEx Express (Memphis, Indianapolis)
- FedEx Feeder obsługiwane przez CSA Air (Sault Ste. Marie, Traverse City, Pellston)